# Junta Patriótica de Huaraz
La Junta Patriótica de Huaraz fue un organismo clandestino peruano creado en 1814 por Juan de Mata Arnao y Andrés Mejía-Maldonado y Méndez con la finalidad de difundir las ideas liberales antes y durante la Independencia del Perú, entre 1814 y 1821. La integraron personalidades destacadas de la sierra ancashina, tanto en el Callejón de Huaylas como en la Zona de Conchucos.

## Historia
Durante el siglo XVIII, las zonas geográficas del callejón de Huaylas y Conchucos se habían convertido en foco económico y administrativo estratégico del norte andino, relegando incluso a la influencia de Huánuco. Huaraz, en ese entonces era capital del Partido de Huaylas y ciudad más importante de la región, su economía se basaba en la agricultura a gran escala y la minería. Un gran número de criollos de la región vieron conveniente apoyar el movimiento libertador que venía desde el sur. Influenciados con las ideas del funcionario argentino Felipe Antonio Alvarado, fundaron entre 1817 y 1818, la Junta Patriótica de Huaraz. Entre sus miembros estuvieron destacados intelectuales, funcionarios, militares y religiosos, todos declarados patriotas y próceres de la Independencia; sus ideales se difundieron en colegios, iglesias y reuniones sociales. Entre sus miembros destacaron Andrés Mejía-Maldonado, Felipe Antonio Alvarado, Juan de la Cruz Romero, Manuel Jesús González y los hermanos José María y José Manuel Robles Arnao.

### Proclama de la independencia en Huaraz
El 30 de noviembre de 1820 parte del cuartel general de Huaura con dirección a Huaraz un contingente de 250 soldados del Ejército Libertador a órdenes del Coronel Enrique Campino. Su misión era reclutar a 800 jóvenes para incorporarlos a las filas libertadoras. El día 28 establecieron su campamento a 10 km al sur de la ciudad. Los patriotas huaracinos se pusieron en contacto con Campino y le informaron detalladamente sobre la situación existente.
Huaraz estaba defendida por 70 soldados de infantería y cinco compañías de milicias, lo que hacía un total de 600 hombres, todos ellos al mando del Coronel español Clemente Lantaño. Al amanecer del 29 de noviembre de 1820, Enrique Campino al mando de una avanzada compuesta por 50 soldados, sorprende a los realistas, atacándolos a bayoneta. Los huaracinos acompañaron el ataque organizando una estampida, lo que desconcertó sobremanera a los realistas creyendo ser atacados por tropas superiores en número. Muchos realistas huyeron y alzaron la bandera blanca en señal de rendición.
Al medio díaa del 29 de noviembre de 1820, Juan de la Cruz Romero, Sebastián Beas, Juan de Mata Arnao y Andrés Ramón Mejía, portando la bandera que semanas atrás había creado don José de San Martín juraron la Independencia de Huaraz en la plaza de la ciudad, y preparaon a la sociedad civil para impedir el retorno de las tropas realistas.
Andrés Ramón Mejía proclamó: “Huaraz, desde hoy ha quedado liberado del yugo español. Su gente, que es amante de la independencia, con su sangre impedirá el retorno de la opresión. ¡Viva la Libertad! ¡Viva la Independencia! ¡Viva el General San Martín!”.

## Miembros
- Felipe Antonio Alvarado en Huaraz y Yungay.
- Miguel Rincón y Rodríguez en Chacas y Huari.
- Juan de Mata Arnao y García en Huaraz.
- Andrés Mejía-Maldonado y Méndez en Huaraz.
- José María Robles Arnao y García en Recuay.
- José Manuel Robles Arnao y García en Huaraz y Recuay.
- Juan de la Cruz Romero
- Sebastián Beas Saénz
- Andrés Gomero
- Manuel Castillo
- Manuel Jesús Gonzáles
- Santiago Franco
- Antonio Montenegro
- Mariano Parral
- Sebastián Malarín

Los párrocos fueron:
- José María del Piélago en Chacas y Huari.
- Gabino Uribe de Antúnez en Aija
- José María Robles Arnao y García en Yaután
- Pablo Malarín en Yungay
- Cayetano Requena
- Manuel Villarán y Loli[4]